# Роналд, Лэндон
Лэндон Роналд Расселл (англ. Landon Ronald Russell; 7 июня 1873, Лондон — 14 августа 1938, там же) — британский дирижёр, пианист и композитор еврейского происхождения.

## Биография
Первые уроки фортепиано ему дала мать; затем учился частным образом у Кейт Лодер (композиция), Франклина Тейлора (фортепиано) и Генри Холмса (скрипка).
3 мая 1887 года поступил в Королевский колледж музыки, где продолжал учиться у Ф. Тейлора, Г. Холмса, Хьюберта Пэрри (композиция) и Фредерика Бриджа (контрапункт). 25 марта 1891 оставил колледж без формальной квалификации.
В 1890 году дебютировал и как дирижёр (в Лирическом театре Лондона), и как пианист; в 1891 года был приглашён на сезон в Итальянскую оперу Августа Харриса на сцене Ковент-Гардена. В 1894 году аккомпанировал певице Нелли Мельба в её американском турне. В 1896 года дирижировал «Фаустом» Ш.Гуно в Ковент-Гардене и оперой в Королевском театре Друри-Лейн.
С 1900 года — штатный пианист одной из первых британских фирм звукозаписи «Gramophone & Typewriter Ltd.» (позднее преобразованной в His Master's Voice), сопровождал, в частности, записи Аделины Патти и Нелли Мельба. В 1904—1907 годах — приглашённый дирижёр Лондонского симфонического оркестра. С 1905 года — также директор Бирмингемских променад-концертов. В 1908—1909 годах гастролировал в Европе как дирижёр. С 1909 года руководил Новым симфоническим оркестром (с 1915 — Симфонический оркестр Альберт-холла) вплоть до его роспуска в 1928 году, в 1916—1926 годах — главный дирижёр Шотландского оркестра. Сотрудничал также с Лондонским филармоническим, Бирмингемским симфоническим оркестрами, с оркестром Томаса Бичема.
Считался специалистом по музыке Эдуарда Элгара, посвятившего Роналду Симфонический этюд «Фальстаф» Op.68 (1913). Дирижировал премьерой его Симфонии № 1 (Рим, 1909), исполнил фортепианную партию на премьере его скрипичной Сонаты ми минор — с Уильямом Ридом (1919).
С 1910 года до конца жизни руководил Гилдхоллской школой музыки. Преобразованием учебного плана, управления школой, методов обучения и моральной атмосферы заметно повысил статус школы.
В 1922 году был возведён в рыцарское достоинство.
Умер от рака в своём доме (34 Варвик-Авеню, Пэддингтон, Лондон). 17 августа 1938 года кремирован в Голдерс Грин.

### Семья
Отец — Генри Расселл (1812/1813 — 1900), пианист, композитор, певец (баритон); мать — Эмма Рональд (англ. Emma Ronald; 1844—1922), также известная как Ханна де Лара (англ. Hannah de Lara), художник.
Брат — Генри (14.11.1871 — 11.10.1937) — импресарио, дирижёр, вокальный педагог.
Жена (с 4.8.1897) — Мими (1873—1932), дочь Йозефа Эттлингера (англ. Josef Ettlinger), оптового продавца ткани; покончила самоубийством;
- сын.

Жена (с 1932) — Мэри, дочь Ричарда Добсона Каллисона (англ. Richard Dobson Callison).

## Творчество
Среди известных записей Роналда-дирижёра — Коронационная месса Элгара, Вторая симфония Иоганнеса Брамса, Четвёртая симфония Чайковского, Симфонические вариации для фортепиано с оркестром Сезара Франка и фортепианный концерт Роберта Шумана (с Альфредом Корто), Концерт для виолончели с оркестром Дворжака и «Кол Нидрей» Макса Бруха (с Пабло Казальсом), скрипичные концерты Моцарта (№ 4) и Феликса Мендельсона (с Фрицем Крейслером).
Роналд сочинил около 200 песен, из которых наибольшей известностью пользовалась «Испанская серенада» (фр. Serenade espagnole), записанная Энрико Карузо. Его балеты «Britannia’s Realm» (написан к коронации Эдуарда VII, 1902) и «Сердечное согласие» (Entente cordiale, 1904) были поставлены в театре Альгамбра.
Публиковал статьи в журналах. В 1922 г. он опубликовал книгу воспоминаний «Вариации на персональную тему» (англ. Variations on a Personal Theme).